# Odostomella doliolum
Odostomella doliolum is een slakkensoort uit de familie van de Pyramidellidae. De wetenschappelijke naam van de soort is voor het eerst geldig gepubliceerd in 1844 door Philippi.